# 狄恩·諾里斯
狄恩·喬瑟夫·諾里斯（英語：Dean Joseph Norris，1963年4月8日—），美國男演員，知名於AMC電視劇《絕命毒師》（2008年至2013年）及衍生劇《絕命律師》（2020年）中飾演DEA探員漢克·史瑞德。2013年至2015年出演《穹顶之下》；2017年起擔任《美魔甲》的主演陣容。
電影圈的著名作品如《致命武器2》（1989年）、《殺不死的勇者》（1990年）、《全面回忆》（1990年）、《终结者2：审判日》（1991年）、《黑色豪門企業》（1993年）、《星河戰隊》（1997年）、《入侵腦細胞》（2000年）、《小太陽的願望》（2006年）、《冒牌天神2》（2007年）、《亨利之書》（2017年）、《詐騙女神》（2019年）及《随身行李》（2024年）。

## 早期生活
狄恩·喬瑟夫·諾里斯1963年4月8日生於印第安纳州南本德。母親蘿絲瑪麗（Rosemarie）娘家姓拉凱（Lacay）是南本德的匈牙利移民；父親傑克·B·諾里斯（Jack B. Norris）是家具店老闆，擁有英國和蘇格蘭血統，生於芝加哥並在住了一年後搬到了南本德。諾里斯有五個姐妹：南希（Nancy）、賈姬（Jackie）、貝絲（Beth）、康妮（Connie）與妮基（Nikie）以及一位兄弟羅恩（Ron）。1981年從當地克萊高中畢業，在班上是名資優生。高中時，他是屢獲殊榮的學生自製WNDU-TV喜劇節目《超出我們所能》一員。1985年畢業於哈佛大學，在此跨學科參與社會研究學位委員會，也是社團倉促布丁戲劇的成員。他還在1987年獲得皇家戏剧艺术学院文憑。

## 個人生活
諾里斯與妻子布莉姬（Bridget，前娛樂律師）及五個孩子住在加利福尼亞州特曼库拉。2018年，夫妻倆在穆列塔開設了諾里斯表演藝術中心（Norris Performing Arts Center）。
他是民主党党員；也是家鄉球隊圣母大学爱尔兰战士队的粉絲。
2019年代言《絕命毒師》官方推出漢克·史瑞德的精釀啤酒品牌。

## 外部連結
- 狄恩·諾里斯在互联网电影资料库（IMDb）上的資料（英文）
- Dean Norris discusses Breaking Bad at AMCtv.com